# Stora Iglakärr
Stora Iglakärr är en sjö i Kungsbacka kommun i Halland och ingår i Rolfsåns huvudavrinningsområde. Sjön är 7 meter djup, har en yta på 0,17 kvadratkilometer och befinner sig 72 meter över havet.

## Delavrinningsområde
Stora Iglakärr ingår i det delavrinningsområde (637937-128412) som SMHI kallar för Utloppet av Stensjö. Medelhöjden är 49 meter över havet och ytan är 17,08 kvadratkilometer. Räknas de 47 avrinningsområdena uppströms in blir den ackumulerade arean 661,6 kvadratkilometer. Avrinningsområdets utflöde Rolfsån (Nolån) mynnar i havet. Avrinningsområdet består mestadels av skog (57 %) och jordbruk (16 %). Avrinningsområdet har 3,08 kvadratkilometer vattenytor vilket ger det en sjöprocent på 18 %. Bebyggelsen i området täcker en yta av 0,14 kvadratkilometer eller 1 % av avrinningsområdet.